# Антисемітські інциденти під час війни в Ізраїлі та Газі
Після нападу ХАМАС на Ізраїль 7 жовтня 2023 року та початку війни між Ізраїлем і ХАМАС у всьому світі стався сплеск антисемітизму. Ізраїльський міністр імміграції Офір Софер заявив, що Ізраїль готовий очікувати велику хвилю євреїв, які емігрують до Ізраїлю через зростання антисемітизму в усьому світі.

## Азія

### Вірменія
15 листопада 2023 року невідомі зловмисники підпалили синагогу Мордехай Наві в Єревані та поширили інформацію про підпал у соцмережах.

### Китай
Після початку війни агентство Associated Press відзначило зростання антисемітизму на сайтах китайських соціальних мереж, настільки істотне, що посольству Ізраїлю в Пекіні довелося фільтрувати коментарі у своєму акаунті в соціальних мережах. Ізраїльський співробітник посольства Ізраїлю в Пекіні, Китай, отримав ножове поранення іноземцем 13 жовтня 2023 року.
Антисемітська реакція на війну Ізраїлю та ХАМАС була широко поширена в китайських соціальних мережах. За словами Еріка Лю, редактора China Digital Times, антисемітські коментарі не були видалені з сайтів китайських соціальних мереж, що свідчить про те, що держава спокійно сприймає подібні коментарі.

## Африка

### Єгипет
8 жовтня 2023 року єгипетський поліцейський застрелив двох ізраїльських туристів і єгипетського гіда в Олександрії, Єгипет.

### Південна Африка
19 жовтня 2023 року стіни набережної в Сі-Пойнт у Кейптауні були вимазані антисемітськими графіті. Адміністрація міста Кейптаун швидко видалила графіті.
До єврея, який йшов до синагоги в передмісті Йоганнесбурга Сиденхем, підійшов бігун, який викрикував на його адресу антисемітські образи. Потім бігун напав на чоловіка, поваливши його, ногами та руками, коли той лежав на землі. У відділку поліції Сандрінгема висунуто звинувачення у нападі.
12 січня 2024 року єврейський гравець у крикет Девід Тігер був позбавлений повноважень капітана молодіжної команди з крикету. Організація «Крикет Південної Африки» стверджувала, що відсторонення Тігера від повноважень капітана було заходом для зменшення протестів під час Чемпіонату світу з крикету серед юніорів 2024 року, який проходив у Південній Африці. Ця міра призвела до звинувачень в антисемітизмі з боку Єврейської ради депутатів Південної Африки.

### Туніс
18 жовтня 2023 року синагога Ель-Хамма в Ель-Хаммі, Туніс, яка є місцем єврейського паломництва і містить могилу каббаліста 16-го століття рабина Йосефа Маараві, була серйозно пошкоджена під час антиізраїльських заворушень, сотні людей були зняті на відео при підпалі будівлі.

## Європа

### Австрія
1 листопада 2023 року невідомі вандали протягом ночі влаштували вогонь і розпилили свастику на зовнішніх стінах у єврейській частині Віденського центрального кладовища. Вхідний вестибюль урочистої зали спалили нацисти вперше після погрому Кришталевої ночі 1938 року, але обійшлося без постраждалих. Напад засудив канцлер Австрії Карл Нехаммер.
16-річного підлітка, який живе в Штайрі, Верхня Австрія, заарештували 7 грудня 2023 року після того, як він нібито планував напасти на синагогу у Відні. В онлайн-чатах підліток повідомив про намір напасти на невстановлену синагогу. Влада вилучила в його будинку кілька електронних носіїв інформації, на яких зберігалися зображення та відео з інструкціями щодо виготовлення вибухівки, зброї та боєприпасів.
Періодичне опитування серед 8000 євреїв у 13 країнах-членах ЄС, опубліковане 11 липня 2024 року Агентством Європейського Союзу з фундаментальних прав , показало, що 38% із 363 австрійських респондентів зазнали антисемітських переслідувань за рік до опитування. Наприклад, 62% опитаних стикалися з онлайн-антисемітизмом весь час протягом року, що передував опитуванню, а 18% сказали, що це негативно вплинуло на їх психічне здоров’я.

### Бельгія
22 листопада 2023 року щонайменше 85 надгробків було пошкоджено, а багато зірок Давида викрадено з кладовища в Шарлеруа. Вандалізму зазнала лише єврейська частина цвинтаря. 19 грудня свастики та зірки Давида були нанесені графіті на надгробки на єврейському кладовищі в Крайнемі.
У лютому 2024 року імам у бельгійському парламенті прочитав вірш з Корану, який прямо закликав мусульман вбивати і брати в полон євреїв.
У квітні 2024 року свастика була намальована фарбою на будинку людини, яка пережила Голокост, у Флероні, разом із написом «Газа вільна».
У червні 2024 року меморіал жертвам Голокосту та меморіал борцям нацистського опору в парку Буа-де-ла-Камбре були зіпсовані відповідно, на останньому були зображені біла свастика та кельтський хрест.

### Велика Британія
13 жовтня 2023 року британський прем’єр-міністр Ріші Сунак заявив: «Сталося відверто огидне зростання антисемітських інцидентів». 20 жовтня 2023 року The Guardian повідомила, що, за даними столичної поліції, з початку війни кількість злочинів на ґрунті ненависті проти євреїв зросла на 1350%.
У серпні 2024 року єврейська благодійна організація Community Security Trust зафіксувала 1978 антисемітських інцидентів у Великобританії в першій половині 2024 року, що більш ніж удвічі більше, ніж роком раніше. 5 серпня пропалестинські протестувальники провели демонстрацію біля театру під відкритим небом у Ріджентс-парку в Лондоні під час вистави «Скрипаль на даху», історії про єврея, який намагався зберегти свої традиції в Російській імперії протягом 20-го століття.

### Греція
4 липня 2024 року влада Греції заарештувала грека, афганця та іранця за причетність до спроби підпалу синагоги в Афінах. 17 липня 2024 року троє осіб напали на Фахада Кубаті, арабо-ізраїльського туриста в Малії, Крит, підозрюючи, що він єврей, в результаті чого йому поранили щелепу та голову. Нападники втекли після того, як громадянин Тунісу показав їм хрест, який носив Кубаті, щоб довести, що він християнин.

### Данія
Поліція Данії заарештувала щонайменше чотирьох підозрюваних бойовиків ХАМАС, які планували напади на єврейські та ізраїльські цілі в Данії.
У лютому 2024 року єврейська громада Біг пес через овес Не шкодило ні псові н вівсовіДанії повідомила про рекордний рівень у 121 антисемітський інцидент в країні у 2023 році, 101 після атак 7 жовтня.
У жовтні 2024 року група з 10 датських імамів відмовилася відвідати зустріч щодо антисемітизму з міністром інтеграції та церковним міністром. Урфан Ахмед, речник Данського мусульманського союзу, заперечив, що антисемітизм був поширеним серед данських мусульман, попри опитування Jyllands-Posten, яке виявило, що 35% респондентів у Данії вважають виправданими напади 7 жовтня.

### Іспанія
18 жовтня 2023 року синагога Ор-Заруа в Мелільї, іспанському анклаві в Північній Африці, зазнала нападу натовпу, який скандував «вбивчий Ізраїль», розмахуючи палестинськими прапорами.
У квітні 2024 року жінку в сорочці з датою 7 жовтня та антифашистським символом заарештувала іспанська поліція після того, як вона образила та напала на іншу жінку через те, що вона єврейка, під час пропалестинської демонстрації в Мадриді.

### Італія
25 квітня 2024 року під час маршу з нагоди святкування Дня визволення в Мілані група північноафриканських молодих людей у кефіях і з палестинськими прапорами напала на учасників Єврейської бригади на площі Пьяцца дель Дуомо з ударами ногами, руками та палицями. 19-річного єгиптянина затримали за побиття палицею охоронця. Вісьмох інших чоловіків із Північної Африки було повідомлено прокуратурі.

### Кіпр
Ізраїль підтвердив, що Моссад допоміг місцевій владі запобігти терористичній змові проти ізраїльтян і євреїв на Кіпрі 10 грудня 2023 року. Офіс Нетаньяху звинуватив іранський уряд у причетності до змови та заявив від імені Моссада, що Ізраїль «стурбований» використанням Іраном контрольованого Туреччиною Північного Кіпру як для тероризму, так і як «операційної та транзитної зони».

### Латвія
Після війни між Ізраїлем і ХАМАС кілька студентів Ризького університету Страдіня з Ізраїлю, як повідомлялося, отримували тексти ненависті від інших іноземних студентів, причому одна особа звернулася до Служби державної безпеки у зв’язку з антисемітськими висловлюваннями та погрозами. Міністерство освіти і науки заявило, що оцінить ситуацію в університеті щодо можливих конфліктів між іноземними студентами у зв'язку із ізраїльсько-палестинським конфліктом, а в Державній службі безпеки підтвердили, що розслідують ситуацію.
Міністр закордонних справ Латвії Кріш’яніс Каріньш заявив, що «Латвія повинна мати нульову толерантність до будь-яких проявів розпалювання міжнаціональної ворожнечі, а можливі конфлікти між іноземними студентами Ризького університету імені Страдіня (RSU) слід сприймати дуже серйозно», підкресливши, що «якщо це дійсно станеться». студенти РДУ розпалюють міжнаціональну ворожнечу, це може призвести до виключення не лише з університету, а й з країни".

### Молдова
22 березня 2024 року меморіал 6000 єврейських жертв Голокосту на Сорокському єврейському кладовищі поблизу Косауців було спаплюжено графіті з написом «Вільна Палестина».

### Нідерланди
Після терактів 7 жовтня місцева єврейська громада висловила стурбованість тим, що заворушення на Близькому Сході можуть поширитися на Нідерланди, посилаючись на історичні тенденції. Національний координатор з боротьби з антисемітизмом уряду Нідерландів і зацікавлена група Центр інформації та документації Ізраїлю (CIDI) повідомили про значне зростання проявів антисемітизму після ескалації військових дій. Зафіксовані випадки, зібрані відповідно до визначення антисемітизму IHRA , включають акти вандалізму, словесні та фізичні образи, залякування та знущання.
25 жовтня 2023 року CIDI подав скаргу на власника популярного акаунту в Instagram Cestmocro та низку його підписників за розпалювання ненависті та насильства щодо євреїв. Він також закликав кабінет міністрів зайняти чітку позицію «проти такої форми підбурювання проти єврейської громади». Instagram видалив обліковий запис Cestmocrotv того ж власника 8 листопада.
9 листопада 2023 року редакційна карикатура Джоса Колліньона в de Volkskrant викликала суперечки через зображення CIDI як додатка до «довгої руки Ізраїлю» та нібито применшення єврейських проблем.
У грудні 2023 року німецька прокуратура оголосила про арешти чотирьох підозрюваних членів ХАМАС, один з яких був громадянином Нідерландів, якого затримали в Роттердамі. Група нібито планувала напад на єврейські сайти.
Звинувачення в антисемітизмі були висунуті після того, як серію лекцій про Голокост в Утрехтському університеті прикладних наук (HU) було відкладено на невизначений термін у січні 2024 року після того, як пропалестинські активісти розкритикували участь CIDI у розробці навчальної програми. У своїй заяві університет оголосив, що йому потрібно «більше часу, щоб розмістити події 7 жовтня і далі в ширшій перспективі, з місцем для різноманітних думок і вірувань», пізніше додавши, що «безпеку спікерів, студентів, викладачів і відвідувачів не можна гарантувати». CIDI та інші групи інтересів у Центральній єврейській консультації відповіли негативно, поставивши під сумнів зв’язок між освітою про Голокост та ізраїльсько-палестинським конфліктом і стверджуючи, що HU продемонструвала, що «погрози та залякування працюють». Після широкого несхвалення та критики з боку політиків та інших громадських діячів університет скасував своє рішення.
3 лютого 2024 року історичну синагогу Мідделбурга було виявлено зіпсованою свастиками. Мер Харальд Бергманн висловив свою огиду, і поліція почала розслідування. 19 лютого неповнолітнього хлопця затримали за акт вандалізму та внесли до програми протидії правопорушенням неповнолітніх.
10 березня 2024 року Національний музей Голокосту в Амстердамі був урочисто відкритий королем Віллемом-Олександром на церемонії за участю ряду тих, хто пережив Голокост та їхніх нащадків, лідерів єврейської громади та іноземних високопосадовців, серед яких був президент Ізраїлю Ісаак Герцог. У відповідь близько тисячі пропалестинських демонстрантів зібралися неподалік, щоб протестувати проти поведінки Ізраїлю у війні проти ХАМАС. Атмосфера протестів навколо португальської синагоги була описана як "похмура", оскільки протестувальники глузували з гостей церемонії, кидали снаряди, псували поліцейські машини та вступали в сутичку з поліцейськими, в результаті чого було заарештовано 13 осіб.
Концерт Ленні Кура у Валвейку 24 березня 2024 року був зірваний чотирма людьми, які розгорнули палестинський прапор і назвали її терористкою, а родину співачки в Ізраїлі звинуватили в геноциді. Уповноважений міністр юстиції та безпеки Ділан Єшілґез засудив цю акцію та заявив: «Це ненависть до євреїв. Цьому немає місця в Нідерландах». Національний координатор із боротьби з антисемітизмом Еддо Вердонер також назвав інцидент антисемітським. Кур є євреєм і має родичів, які живуть в Ізраїлі, включно з онуком, який служить в армії країни.
9 липня 2024 року статую жертви Голокосту Анни Франк на площі Мерведеплейн в Амстердамі було виявлено зіпсованою. Ступні статуї були вимазані червоною фарбою, а на п’єдесталі було нанесено слово «Газа». Мер Фемке Халсема засудила акт вандалізму як "неймовірну ганьбу" і закликала свідків з'явитися. 4 серпня, у 80-ту річницю арешту родини Франків, статую знову облили червоною фарбою. Цього разу на п’єдестал було нанесено текст «Звільніть Газу», а руки статуї також були вимазані фарбою. Пізніше в серпні інформаційна дошка в Гауді, яка описує переслідування Френк і публікацію її щоденника, залишилася нерозбірливою після того, як на ній розпилили зображення палестинського прапора.
Періодичне опитування серед 8000 євреїв у 13 державах-членах ЄС, опубліковане 11 липня 2024 року Агентством Європейського Союзу з фундаментальних прав , показало, що респонденти в Нідерландах відчували рівень антисемітизму вище середнього. У звіті зазначено, що 97% із 561 голландського респондента стикалися з антисемітизмом у своєму повсякденному житті протягом року, що передував опитуванню, а 83% вважають, що антисемітизм зріс за останні п’ять років. 78% опитаних вважають, що їх принаймні час від часу звинувачують у діях ізраїльського уряду, тому що вони євреї, 77% уникають носіння єврейської символіки в публічних місцях принаймні час від часу (у тому числі 49% ніколи не носять єврейську символіку з міркувань безпеки), а 42% уникали певних місць, тому що не почувалися безпечним як євреї. До того, 39% респондентів зазнали антисемітських переслідувань за рік до опитування, а 6% стали жертвами антисемітських нападів за останні п’ять років.
7 листопада 2024 року в Амстердамі напали на єврейських та ізраїльських уболівальників ФК «Маккабі Тель-Авів». Jerusalem Post і Times of Israel описали напади як погром, і Ізраїль відправив екстрені рейси для евакуації своїх громадян. Мер Амстердама назвав нападників "антисемітськими бойовими загонами". 5 осіб було госпіталізовано, а 62 людини заарештовано  Повідомлялося, що водії таксі також нападали на євреїв  Кілька ізраїльських і єврейських діячів, а також спеціальний посланник США з моніторингу та боротьби з антисемітизмом Дебора Ліпштадт порівняли подію з Кришталевою ніччю, погром у Німеччині, що стався в 1938 році.

### Німеччина
У Берліні будинки кількох євреїв були позначені зіркою Давида, що повторює маркування єврейських будинків і підприємств під час нацизму.
18 жовтня 2023 року дві пляшки з коктейлем Молотова кинули в синагогу в районі Мітте в центрі Берліна. Одну особу затримали. Після бомбардування канцлер Німеччини Олаф Шольц заявив: «Напади на єврейські інституції та акти насильства на наших вулицях є огидними і їх не можна терпіти. Антисемітизму не місце в Німеччині».
22 жовтня 2023 року канцлер Шольц сказав: «Я глибоко обурений тим, як антисемітська ненависть і нелюдська агітація спалахують після того доленосного 7 жовтня в Інтернеті, соціальних мережах по всьому світу, і, на жаль, також тут, у Німеччина. Ось чому наше « ніколи знову » має бути непорушним».
2 лютого 2024 року пропалестинський студент коледжу в Берліні напав на однокласника-єврея, внаслідок чого останнього госпіталізували після сварки щодо конфлікту між Ізраїлем і ХАМАС. За словами поліції, єврейського студента били кулаками в обличчя, поки він не впав на землю, після чого його били ногами, коли він лежав на землі, перш ніж нападники втекли з місця злочину. Постраждалий отримав несмертельні переломи обличчя, а нападника затримала поліція.
5 квітня 2024 року невідомий кинув запальний пристрій у двері синагоги в північному місті Ольденбург, спричинивши невелику пожежу та незначні пошкодження. Німецька поліція запропонувала грошову винагороду за інформацію про підпал.
2 листопада 2024 року в Ошерслебені було викрадено Stolperstein (меморіал жертвам Голокосту). Ще десять було викрадено минулого місяця в Цайці та п'ять у Галле.

### Польща
Під час пропалестинського протесту у Варшаві 21 жовтня 2023 року норвезький студент-медик був зображений, тримаючи антисемітський плакат із зображенням прапора Ізраїлю в сміттєвому баку разом із текстом «збережемо світ чистим».
12 грудня 2023 року ультраправий польський законодавець Гжегож Браун використав вогнегасник на запаленій менорі та зняв її зі стіни під час святкування Хануки за участю польсько-єврейських лідерів і посла Ізраїлю в парламенті країни. Тоді Браун сказав: «У приміщеннях Сейму не може бути місця діям цього расистського, племінного, дикого талмудичного культу». У результаті його вигнали з парламенту, а його дії засудили кілька польських політиків і його власна партія.
У Йом ха-Шоа, травень 2024 року, група пропалестинських протестувальників зірвала Марш живих, марш пам’яті від Аушвіца до Біркенау, щоб вшанувати пам’ять єврейських жертв концтаборів. На марші також були присутні ті, хто вижив після терактів 7 жовтня.
У жовтні 2024 року на пропалестинському протесті біля Ягеллонського університету в Кракові було помічено плакат із закликом відправити євреїв у газові камери.

### Португалія
11 жовтня 2023 року, через три дні після нападу ХАМАС на Ізраїль 7 жовтня, вандали спаплюжили синагогу єврейської громади Порту, залишивши пропалестинські послання, зокрема «Звільніть Палестину» та «Покінчіть із ізраїльським апартеїдом». 3 лютого 2024 року протест проти житла в Порту переріс в антисемітську демонстрацію, де учасники тримали плакати, на яких звинувачували євреїв і сіоністів в економічних проблемах. Деякі знаки закликали «очистити світ від євреїв».

### Росія
29 жовтня 2023 року натовп протестувальників-антисемітів увірвався в аеропорт у Дагестані в пошуках ізраїльських пасажирів з Тель-Авіва. 23 червня 2024 року ісламські екстремісти в Дагестані атакували синагоги та церкви, підпаливши синагогу Келе-Нумаз у Дербенті та синагогу в Махачкалі.

### Туреччина
Турецька єврейська газета Şalom повідомила про зростання випадків антисемітизму та повідомила про ворожнечу в Twitter 

### Франція
У відповідь на зростання антисемітських інцидентів у Франції уряд Франції заборонив пропалестинські демонстрації в країні. У телезверненні 12 жовтня 2023 року президент Франції Еммануель Макрон попередив: «Пам'ятаймо, що антисемітизм завжди був попередником інших форм ненависті: одного дня проти євреїв, наступного проти християн, потім мусульман, а потім усіх інших». ті, хто все ще є об’єктом ненависті через свою культуру, походження чи стать».
31 жовтня 2023 року зірки Давида були намальовані в кількох місцях на фасадах кількох будівель у південному районі Парижа. Подібні мітки з’явилися на вихідних у передмістях міста, включаючи Ванв, Фонтеней-о-Роз і Обервільє.
1 листопада 2023 року начальник поліції Парижа Лоран Нуньєс відкрив розслідування антисемітських вигуків, знятих у паризькому метро. На відео можна почути, як молодь скандує: «Фак євреїв і фак вашу матір, хай живе Палестина. Ми нацисти і пишаємося цим».
4 листопада 2023 року в Ліоні єврейку поранили ножем, а на її будинку намалювали графіті зі свастикою.
У звіті, опублікованому наприкінці січня 2024 року, приблизно через 3,5 місяці після нападу 7 жовтня, було задокументовано значне зростання антисемітських дій у Франції. Служба захисту молодої спільноти (SPCJ) повідомила про зростання антисемітських інцидентів на 1000% у 2023 році порівняно з попереднім роком, загалом було зафіксовано 1676 актів. Більшість цих інцидентів були спрямовані проти окремих осіб із погрозливими словами та жестами. Примітно, що зростання антисемітських дій не було пов’язане лише з відповіддю Ізраїлю на напад 7 жовтня; натомість це сталося відразу після трансляції масових вбивств 7 жовтня.
SPCJ визначив «Палестину» як значний фактор, який згадується майже в третині антисемітських актів з 7 жовтня. Крім того, французькі євреї повідомили, що почуваються дедалі небезпечніше: на 1500% зросла кількість антисемітських дій у приватних сферах і на 1200% – антисемітських дій у школах або навчальних закладах, часто пов’язаних з нацизмом.
У період з 7 жовтня по 17 грудня 2023 року понад 1200 французьких євреїв відкрили файли про Алію, щоб переїхати до Ізраїлю, що на 430% більше, ніж торік. Багатьох з них спонукала солідарність з Ізраїлем, а також зростання антисемітизму у Франції.
1 березня 2024 року на єврея напав підліток-мусульманин, і його назвали «брудним євреєм» після того, як він вийшов із синагоги в 20-му окрузі Парижа. Потерпілого госпіталізували.
Між 13 і 14 травня 2024 року вандали нанесли графіті на кілька місць навколо Маре, історичного району, де проживає багато євреїв, червоними відбитками рук, символом, який використовують пропалестинські активісти. Місця вандалізму включають школи, дитячі садки та Стіну Праведників, меморіал на честь людей, які рятували євреїв під час нацистської окупації Франції. Цей інцидент назвали антисемітським президент Франції Еммануель Макрон, президент Ради представників інститутів ювілею Франції Йонатан Арфі та Союз єврейських студентів Франції.
17 травня 2024 року алжирський підпалювач підпалив синагогу в Руані, завдавши значних збитків синагозі.
19 червня 2024 року двох підлітків звинуватили в груповому зґвалтуванні 12-річної єврейської дівчинки в Курбевуа, яке супроводжувалося антисемітськими висловлюваннями. Третього хлопця також звинуватили в антисемітських образах і погрозах смерті дівчині. Один хлопець зізнався, що вдарив жертву через її негативні коментарі про Палестину. Повідомляється, що дівчину називали «брудною єврейкою».
27 липня 2024 року прокуратура Парижа почала розслідування антисемітських злочинів під час футбольного матчу між Ізраїлем і Парагваєм під час літніх Олімпійських ігор 2024 року.
24 серпня 2024 року 33-річний алжирець підпалив синагогу Бет Якув у Ла Гранд-Мот, намагаючись її спалити. Внаслідок пожежі вибухнув газовий балончик, від якого отримав легкі поранення поліцейський. Підозрюваний заявив, що напав на синагогу на підтримку Палестини і хотів спровокувати реакцію ізраїльських чиновників.
У першу річницю терактів 7 жовтня троє людей напали на жінку в Парижі з ножем, вигукуючи антисемітські образи та згадуючи про бійню. 13 жовтня 2024 року на єврейського підлітка напали та побили в Левалуа-Пере, назвавши його «брудним євреєм», поваливши на землю та вдаривши ногами по роту.
У жовтні 2024 року французький депутат Каролін Ядан і колишній міністр з питань рівності та член Національної асамблеї Аурор Берже, подали підписаний 90 іншими депутатамизаконопроект про заборону певних форм антисемітських дій, включаючи заперечення існування або права на існування Ізраїлю, і порівняння між Ізраїлем і нацистською Німеччиною. Вони будуть каратися відповідно до Закону Гейссо.

### Чехія
У серпні 2024 року Федерація єврейських громад Чеської Республіки повідомила про 4328 антисемітських інцидентів у країні у 2023 році, що на 90% більше, ніж у попередньому році. З жовтня по грудень сталося 1800 інцидентів, що становить майже 42% інцидентів за весь рік.

### Швейцарія
2 березня 2024 року ортодоксальний єврей отримав ножове поранення від 15-річного хлопця в Цюріху. Пізніше підліток заявив, що вчинив напад від імені Аль-Акси, натякаючи на джихадистські концепції.

### Швеція
З початку війни в соціальних мережах поширилися неправдиві заяви шведських засобів масової інформації, таких як Bonnier Group, що замовчують пропалестинські голоси через те, що нею керують євреї та сіоністи. Одне вірусне відео, опубліковане в жовтні 2023 року, стверджувало, що всі основні шведські ЗМІ «належать єврейським родинам».
4 листопада 2023 року пропалестинські демонстранти спалили ізраїльський прапор і скандували «бомбіть Ізраїль» біля синагоги Мальме. Європейський єврейський конгрес засудив інцидент: «Залякування єврейської громади та звинувачення її в подіях на Близькому Сході є відвертим антисемітизмом».

## Океанія

### Австралія
9 жовтня 2023 року учасники пропалестинського мітингу в Сіднеї, організованого Palestine Action Group, як повідомлялося, скандували "Gas the Jews" перед Сіднейським оперним театром. однак подальша поліцейська перевірка виявила, що фраза, яка скандувалася, була «де євреї», і були докази інших «образливих і абсолютно неприйнятних» скандувань, які звучали на мітингу, наприклад «фак євреїв».
13 жовтня троє чоловіків віддали нацистське привітання біля Сіднейського єврейського музею.  14 жовтня 20-30 членів неонацистської націонал-соціалістичної мережі пройшли маршем перед залізничним вокзалом Фліндерс-стріт у Мельбурні, демонструючи банер із написом «Викривайте єврейську владу» та розповсюджуючи неонацистську літературу.
У період з жовтня по грудень 2023 року Австралія пережила сплеск як антисемітизму, так і ісламофобії після початку бойових дій між Ізраїлем і ХАМАС 7 жовтня. У період з 7 жовтня по 8 листопада ECAJ зафіксував 221 антисемітський інцидент, причому 42 були зафіксовані лише за тиждень. Задокументовані випадки злочинів на ґрунті ненависті включали плювки в жінок, погрози зброєю, погрози синагогам і єврейським школам, графіті, пошкодження майна, листи ненависті та словесні образи. Поліція штату Вікторія також зафіксувала 72 повідомлення про антисемітські інциденти в період з 7 жовтня по 9 листопада, у результаті чого було проведено 37 розслідувань і 10 арештів. Директор досліджень ECAJ Джулі Натан вважає, що багато випадків антисемітизму залишаються непоміченими. Станом на 9 грудня 2023 року ECAJ підрахувала, що у 2023 році кількість зареєстрованих антисемітських інцидентів в Австралії зросла на 591%. Помітні інциденти включали словесну образу над сиднейським євреєм за те, що він носив кіпу , а батьки-євреї радили своїм дітям ховати єврейський одяг у громадських місцях.
Ельза Тует-Розенберг, Метт Чун і Зайнеб Мазлум, а також Клементіна Форд розпочали доксінг- кампанію проти єврейських креативників в Австралії, оприлюднивши особисті дані понад 600 осіб, у тому числі тих, хто не мав прямого зв’язку з Ізраїлем і не робив публічних коментарів щодо різанини ХАМАС чи війни в Газі, що призвело до кампанії антисемітських переслідувань і погроз смерті. Кілька їхніх магазинів були розписані графіті з повідомленнями «Без євреїв», а подружжю погрожували вбивством їхній 5-річній дитині з фотографією їхньої дитини з повідомленням «Я знаю, де ти живеш».
12 жовтня 2024 року (шабат і Йом Кіпур ) пекарня в Сіднеї, що належить єврейському телевізійному шеф-кухарю Еду Альмагору, зазнала вандалізму зі словом «обережно» та перевернутим червоним трикутником.

### Нова Зеландія
7 листопада 2023 року пропалестинські графіті було нанесено на огорожу центру Бет Шалом у передмісті Окленда Епсом. Також була здійснена невдала спроба підпалу майна. Google Maps помилково вказав це майно як місцеве консульство Ізраїлю. Інцидент засудив член парламенту від партії ACT Девід Сеймур, який повідомив про це поліцію.
У середині листопада 2023 року Департамент внутрішніх справ Нової Зеландії (DIA) і The Disinformation Project повідомили про сплеск як антисемітизму, так і ісламофобії в Новій Зеландії після війни Ізраїлю та ХАМАС. Антисемітський контент з’явився як у соціальних мережах, так і на ігрових платформах. За словами дослідниці Проєкту дезінформації Кейт Ханни, євреїв Нової Зеландії дедалі більше плутали з усіма ізраїльтянами та ізраїльським урядом. Ханна сказала, що ці погляди були антисемітськими, ксенофобськими та сприяли розколу в суспільстві Нової Зеландії. Подібним чином представник Єврейської ради Нової Зеландії Джульєт Мозес повідомила про сплеск антисемітських погроз насильством, погроз смертю та жорстокого поводження як в мережі, так і поза нею з 7 жовтня.
У середині грудня 2023 року опитування, проведене Центром Голокосту Нової Зеландії, показало, що новозеландські єврейські діти стикаються зі зростанням антисемітських образ, залякувань і знущань. У двох випадках одна дитина зазнала фізичного нападу, а в іншої на шкільній сорочці поруч були намальовані свастика та зірка Давида. Хоча Центр Голокосту зазвичай розглядав дві офіційні скарги на антисемітизм щороку, кількість скарг зросла в п’ять разів за останні два місяці з 7 жовтня 2023 року. За даними Центру Голокосту, 40% інцидентів, про які повідомлялося в опитуванні, стосувалися дегуманізації та демонізації звинувачень щодо євреїв. Це включало дітей, яких їхні однолітки вітали нацистськими привітаннями, їх називали «брудними євреями», казали «євреї контролюють світ», жарти про те, що євреїв вбивали газом, а також твердження про кривавий наклеп, що євреї «відрубували голови дітям». Однак лише 40% батьків повідомили про ці інциденти в свої школи, причому більшість воліли вирішити питання з батьками дитини, яка цькує.

## Південна Америка

### Аргентина
18 жовтня 2023 року посольства США та Ізраїлю в Буенос-Айресі отримали електронною поштою погрози про вибух, включно з повідомленням «Євреї, ми вас усіх уб’ємо». У відповідь федеральна поліція евакуювала райони навколо посольств, і було розпочато розслідування, щоб знайти джерело погроз.
30 грудня 2023 року трьох іноземних громадян з Лівану та Сирії затримали за підозрою в плануванні нападу під час проведення в країні Маккабійських ігор. Ці троє, як повідомляється, чекали 35-кілограмову посилку з Ємену, підозрювалися в тому, що вони були частиною терористичної групи, і вони орендували кімнати в готелі, який знаходився не далі ніж у двох кварталах від ізраїльського посольства.

### Бразилія
8 листопада 2023 року бразильська влада оголосила про арешт двох підозрюваних у підтримуваній "Хезболлою" терористичній змові з метою нападу на синагоги та інші єврейські цілі в країні.

### Колумбія
8 жовтня 2023 року колона на посольстві Ізраїлю в Боготі була вандалізована свастикою, зіркою Давида та словом «терор» на івриті.

## Північна Америка

### Канада
17 жовтня 2023 року прем’єр-міністр Канади Джастін Трюдо сказав: «Відтоді, як спалахнув цей конфлікт, тут, вдома, спостерігається дуже страшне зростання антисемітизму». 8 листопада Трюдо додав: «Зараз ми бачимо жахливе зростання антисемітизму: в синагоги кидають коктейлями Молотова, жахливі погрози насильства проти єврейського бізнесу, ненависть спрямовують на єврейські дитячі садки, це потрібно припинити. " 
7 листопада 2023 року була спроба підпалу синагоги конгрегації Бет-Тіква та єврейського громадського центру в Монреалі.
Ета Юдін, віце-президент Центру із справ Ізраїлю та євреїв (CIJA), заявила, що її організації відомо про понад десяток імовірних злочинів на ґрунті ненависті та понад 25 «ненависних інцидентів» за місяць після нападу ХАМАС.
Повідомлялося про численні випадки антисемітизму в Університеті Конкордія, коли студенти-євреї стикалися зі словесними та фізичними погрозами як з боку інших студентів, так і викладачів. 8 листопада 2023 року кадри, на яких професор Яніс Араб кричить на студентів єврейської Concordia, щоб вони «поверталися до Польщі, шармута ( повія арабською)» стали вірусними разом із іншим відео студента, який використовує нецензурну лайку.
9 листопада 2023 року в Монреалі дві єврейські дитячі школи, Талмуд Тора Елементарі та Єшива Гедола, були обстріляні вночі, — залишилися кульові отвори. 12 листопада Єшива Гедола була обстріляна вдруге. На прес-конференції того дня мер Монреаля Валері Плант сказала: «Єврейська громада в Монреалі зараз піддається нападу».
Невдовзі після опівночі 27 листопада 2023 року єврейський громадський центр, що належить Єврейській общинній раді Монреаля, був атакований із застосуванням коктейлю Молотова.
Єврейські учні та вчителі шкільної ради округу Піл поскаржилися National Post на антисемітизм і погрози насильства. Під час акції протесту вчитель опублікував у приватній групі у Facebook «Євреї – це проблема», а учні скандували «ми закликаємо до геноциду євреїв».
29 травня 2024 року в єврейську школу в Монреалі потрапила щонайменше одна куля. 31 травня чоловік підпалив вхід до синагоги у Ванкувері.
21 серпня 2024 року близько 125 єврейських закладів у Канаді, включаючи синагоги, єврейські громадські центри та лікарні, отримали електронний лист із погрозами вибуху. За даними Єврейського телеграфного агентства, в електронних листах говорилося, що вибухівка була розміщена в чорних рюкзаках і вибухне через «кілька годин». У будівлях, яким погрожували, вибухівки не знайшли.

### США
9 жовтня 2023 року сукка в Каліфорнійському державному політехнічному університеті Гумбольдта була спаплюжена антиізраїльськими графіті. 10 жовтня чоловік кидав камінням крізь скляні двері синагоги та кафе у Фресно, Каліфорнія, другий із запискою «Усі єврейські підприємства стануть мішенню». 11 жовтня в Колумбійському університеті жінка напала на ізраїльтянина з палицею після того, як він зіткнувся з нею за те, що вона зірвала плакати із зображеннями та інформацією про викрадених ізраїльтян. Її звинувачують у злочині на ґрунті ненависті. 11 жовтня заарештували чоловіка, який розсилав електронні листи з погрозами до синагоги в Шарлотті, штат Північна Кароліна. 14 жовтня чоловік на Центральному вокзалі Нью-Йорка вдарив жінку кулаком по обличчю та сказав їй, що це тому, що вона єврейка.
15 жовтня 2023 року в Берклі, штат Каліфорнія, рекламний щит, який закликав проти антисемітизму, був пошкоджений антисемітськими та антиізраїльськими графіті, які вихваляли атаки ХАМАС. Кілька будівель Сан-Франциско зазнали вандалізму з подібними повідомленнями, що викликало засудження з боку мера Лондона Бріда та окружного прокурора Брук Дженкінс. Близько семи членів White Lives Matter California провели демонстрацію на мосту в Уолнат-Крік, тримаючи плакати з написом «Більше жодних війн для Ізраїля» та рекламуючи неонацистський пропагандистський фільм «Європа: остання битва ». Професор Корнельського університету Рассел Рікфорд виступив на мітингу 15 жовтня, сказавши, що він вважав атаку ХАМАС "хвилюючою", перш ніж дізнався, що її ціллю були цивільні особи. Керівництво Корнелла засудило його висловлювання, а сенатор Кірстен Гіллібранд і член Конгресу Клаудія Тенні закликали його звільнити. Рікфорд вибачився за зауваження в The Cornell Daily Sun. 21 жовтня було оголошено, що він візьме відпустку на решту семестру.
19 жовтня 2023 року офіс контролера штату Іллінойс звільнив одного зі своїх юристів, Сару Чоудхурі, через антисемітські висловлювання, зроблені нею на сторінці в Instagram іншого юриста, який є євреєм. Чоудхурі також була звільнена з посади президента Південноазіатської асоціації юристів Чикаго. 20 жовтня будівлю поряд з єврейським братством в Університеті Пенсільванії зазнали вандалізму антисемітськими графіті з написом «Євреї — нацисти».
Чоловік увірвався до будинку єврейської сім’ї в Лос-Анджелесі 25 жовтня 2023 року з криками «Звільніть Палестину» та «Вбивайте євреїв». 25 жовтня Ліга проти наклепу (ADL) повідомила, що кількість антисемітських інцидентів у США зросла на 388% з початку війни, включаючи напади, переслідування та вандалізм. 29 жовтня в Інтернеті були опубліковані погрози на адресу єврейської громади Корнельського університету, які погрожували розстріляти, зґвалтувати та вбивати студентів-євреїв і заохочували насильство проти них. ФБР розслідує інцидент як злочин на ґрунті ненависті. 31 жовтня поліція штату Нью-Йорк оголосила, що затримала цікаву особу. 3 листопада CNN повідомила про арешт 20-річного громадянина Йорданії Сохаіба Абуайяша за підготовку теракту проти єврейської громади в Х'юстоні, штат Техас. В Університеті штату Массачусетс на студента-єврея, який відвідував мирний захід 3 листопада із закликом звільнити заручників, напав інший студент, який також плюнув на ізраїльський прапор.
Пол Кесслер, літній єврей, отримав смертельне поранення після сварки з пропалестинським протестувальником, коли обидва були присутні на демонстраціях дуелі 5 листопада 2023 року в Вестлейк-Віллідж, округ Лос-Анджелес, Каліфорнія. Розслідування його смерті ще триває. У листопаді 2023 року чоловік на Юніон-сквер зривав ізраїльські плакати із заручниками. Потім він нібито слідкував за єврейською парою та вигукував анти-білі та антисемітські заяви, включно з «Помріть, євреї, помріть!» Він заперечував антисемітські мотиви. 6 листопада жінку заарештували після того, як вона в'їхала своїм автомобілем у чорну єврейську ізраїльську школу в Індіанаполісі, штат Індіана, помилково вважаючи, що це "ізраїльська школа". 7 грудня чоловік вистрілив двічі з рушниці в повітря біля синагоги в Олбані та зробив погрозливі заяви, але ніхто не постраждав. Стрілець зіткнувся з водієм, який стояв неподалік, і втік, заявивши, що його образили; він також нібито сказав "Звільнити Палестину" в якийсь момент під час нападу. Поліція Олбані затримала стрільця приблизно за квартал. Стрілець був ідентифікований як Муфід Фаваз Альхадер, 28-річний житель Скенектаді, який народився в Іраку.
11 листопада 2023 року The Intercept повідомило , що Антидифамаційна ліга включає єврейські антивоєнні та мирні мітинги до свого аналізу антисемітських нападів. 30 грудня Берні Штайнберг, колишній директор Harvard Hillel, сказав The Harvard Crimson, що проізраїльські активісти повинні припинити використовувати звинувачення в антисемітизмі проти пропалестинських активістів, написавши: «Вимагати справедливості для всіх палестинців, які живуть на землі своїх предків, не є антисемітським».
У січні 2024 року гру між дівочими університетськими командами The Leffell School і Roosevelt High School Early College Studies в Йонкерсі було зупинено, коли студенти Roosevelt почали кидати антисемітські образи на студентів Leffell. Альянс державних шкіл Нью-Йорка стверджував, що один із учнів вигукнув: «Я підтримую ХАМАС, ти, довбаний єврей», і під час третьої чверті став агресивним і жорстоким під час гри, що призвело до травм гравців Лефелла.
11 лютого 2024 року 36-річна Дженессі Івонн Морено відкрила вогонь у церкві Лейквуд з AR-15, поранивши двох людей. Незабаром після цього Морено був застрелений двома поліцейськими, які не були на службі. Поліція заявила, що вона також погрожувала, що має бомбу, хоча поліція не знайшла слідів вибухівки в її рюкзаку чи машині. На її пістолеті була наклейка з написом «Палестина», і поліція заявила, що виявила антисемітські тексти, але не надала жодних подробиць.
У травні 2024 року близько половини співробітників Seattle Wing Luke Museum вийшли на знак протесту проти нової виставки про расизм і антисемітизм під назвою «Протистояння ненависті разом», стверджуючи, що частина виставки «поєднує антисіонізм з антисемітизмом»..
29 травня 2024 року чоловіка заарештували після антисемітських висловлювань і спроби протаранити пішоходів своїм автомобілем біля ортодоксальної єврейської школи в Нью-Йорку. Його звинувачують у замаху на вбивство другого ступеня як злочині на ґрунті ненависті.
10 червня 2024 року демонстрація, організована Within Our Lifetime, відбулася біля меморіальної виставки в нижньому Манхеттені жертвам різанини на музичному фестивалі в Реймі, під час якої загинуло понад 360 людей. Деякі учасники вигукували антисемітські гасла, розмахували прапорами ХАМАС і славили смерть. Наступного дня, згідно з New York Times, представник Демократичної партії AOC назвав акцію протесту «жорстоким антисемітизмом — прямолінійним і простим». Через два дні п’ять будинків (три на Мангеттені, два в Брукліні ), що належали єврейським лідерам і членам правління, включно з директором Бруклінського музею Анною Пастернак, були понівечені червоною фарбою та пропалестинськими графіті. На одному з будинків намалювали червоні трикутники. Поліція Нью-Йорка зафіксувала 45 антисемітських злочинів на ґрунті ненависті в Нью-Йорку в червні 2024 року, що становить 57% від загальної кількості злочинів на ґрунті ненависті.
23 червня 2024 року пропалестинські демонстранти намагалися заблокувати людям доступ до головного входу синагоги Адас Тора в Лос-Анджелесі, де проходив семінар про нерухомість в Ізраїлі та на Західному березі. Демонстрація переросла в жорстокі сутички між антиізраїльськими учасниками та проізраїльськими контрпротестувальниками. Жінку-єврейку побили на місці. Президент Байден написав у Twitter: «Я вражений сценами біля синагоги Адас Тора в Лос-Анджелесі. Залякувати єврейських прихожан — це небезпечно, безсовісно, антисемітсько та не по-американськи». Щонайменше дві судові справи були подані проти протестних груп, стверджуючи, що вони порушили закон, блокуючи людей від відвідування релігійних заходів.
9 серпня 2024 року троє деканів Колумбійського університету подали у відставку під час розслідування щодо антисемітських текстів, якими вони обмінювалися в травні, коли студенти висловлювали занепокоєння щодо антисемітизму в кампусі під час виступу. 10 серпня 2024 року 22-річний Віктор Самптер вдарив ножем 30-річного єврея біля штаб-квартири руху Хабад Любавич у Краун-Хайтс, Бруклін, кричачи «Звільніть Палестину». Єврей був госпіталізований і, як очікується, одужає. Самптера заарештували та звинуватили в нападі другого ступеня як злочині на ґрунті ненависті.
15 жовтня 2024 року на рабина в окрузі Монтгомері, штат Меріленд, напали дерев'яним кілком. Подію розглядають як злочин на ґрунті ненависті. 22 жовтня 2024 року синагога у Філадельфії Конгрегація Мікве Ізраель зазнала вандалізму, підпалу та спроби злому. У квітні кілька інших синагог у Філадельфії стали жертвами антисемітських, антисіоністських і неонацистських графіті.
26 жовтня 2024 року чоловіка в Чикаго заарештували та звинуватили в 14 злочинах після того, як він застрелив 39-річного єврея, який йшов до синагоги. Зловмисник, Сіді Мохамед Абдаллахі, також стріляв у поліцейських і медиків, перш ніж його затримали. Старший депутат Дебра Сільверстейн закликала розглядати цю справу як злочин на ґрунті ненависті. 1 листопада влада висунула Абдаллахі звинувачення в тероризмі та злочинах на ґрунті ненависті. Мер Чикаго Брендон Джонсон засудив напад після того, як Сільверстайн розкритикував його початкову нездатність ідентифікувати жертву як «єврея, одягненого в традиційний єврейський одяг, який йшов до єврейського місця поклоніння в єврейський день відпочинку». Абдаллахі, громадянин Мавританії та нелегальний іммігрант, був звільнений у США після того, як його затримав прикордонний патруль сектору Сан-Дієго в березні 2023 року.
29 жовтня 2024 року чоловік у лижній масці порізав по обличчю чоловіка явно єврея, який йшов по Краун-Хайтс, Бруклін. У серпні інспектор штату Нью-Йорк Томас ДіНаполі оприлюднив аналіз, у якому стверджується, що антисемітські інциденти становили 65% усіх тяжких злочинів на ґрунті ненависті в Нью-Йорку в 2023 році.